# Hedonizmus
A hedonizmus az a filozófia, mely szerint az örömök elérése a legfontosabb dolog az életben. A szó a görög "élvezet" szóból ered (ἡδονισμός hedonismos ; ἡδονή hēdonē "élvezet" + rag ισμός ismos "izmus"). 
A hedonista alapelv szerint az élvezet az egyetlen dolog, ami jó egy embernek. Gyakran használják a tettek az általuk kiváltott élvezet és fájdalom alapján való kiértékelésének igazolására. Nagyon leegyszerűsítve a hedonista arra törekszik, hogy a lehető legtöbb élvezetet érje el a lehető legkevesebb fájdalom mellett (élvezet - fájdalom). A 19. századi brit filozófusok, John Stuart Mill és Jeremy Bentham védelmébe vették az utilitarizmus etikai elméletét, amely szerint azt kell tennünk, ami mindenki számára a legjobb. A hedonizmust, miszerint az emberek javát kell keresni, összekötve az utilitarizmussal azt az eredményt kapjuk, hogy minden tettnek a legnagyobb jó elérésére kell irányulnia a lehető legtöbb ember számára. Bár konzisztensek a boldogság utáni hajszájukban, Bentham és Mill verziói különböznek. Két, mondhatni alapvető de különböző iskolája van a hedonizmusnak.:

## Iskolái
Az egyik, Jeremy Bentham vezetésével, egy kvantitatív megközelítést favorizál. Bentham úgy hitte, hogy az öröm értéke kvantifikálható. Úgy gondolta, az élvezet értéke az intenzitása és az időtartama összeszorozásával kiszámítható, tehát nem csak az örömök száma, hanem intenzitásuk és fennállásuk hossza is szerepet játszik.
John Stuart Mill egy kvalitatív megközelítést javasol. Mill úgy gondolta, az örömnek léteznek különböző szintjei. A magas minőségű élvezet jobb, mint az alacsonyabb minőségű. Mill érvelése szerint az együgyűbb lények (gyakran utal a sertésekre) könnyebben hozzáférnek az egyszerű örömökhöz. Mivel nem látják át az élet egyéb aspektusait, így nyugodtan elmerülhetnek az egyszerű élvezetekben. A bonyolultabb élőlények több időt töltenek az egyéb témákon való gondolkodással, ezzel lerövidítve az egyszerű örömökre szánt időt. Ezért számukra körülményesebb az egyszerű örömöknek hódolni.
A kvantitatív megközelítés kritikusai azzal érvelnek, hogy az elmélettel több probléma is van. Azt állítják az élvezetek nem szükségszerűen osztoznak azonos tulajdonságokon azon kívül, hogy mind felfoghatók "élvezetesként". A kvalitatív megközelítés kritikusai azzal érvelnek, hogy azt, hogy egy élvezet magasabb, mint egy másik az élvezetességén kívül más faktorok is befolyásolják. Például a szadizmus azért aljas élvezet, mert morálisan élvezhetetlen, nem pedig azért, mert önmagában nem nyújt élvezetet.
Míg néhányan úgy tartják, hogy nincs általános szabály arra, hogy mi számít élvezetes cselekvésnek (például vannak, akik érdeklődnek a szadomazochizmus iránt), a legtöbb kortárs hedonista úgy gondolja, az élvezet jól megkülönböztethető a fájdalomtól és az előbbit hajszolják.
Az orvostudományban azt a rendellenességet, mikor valaki az általánosan élvezetesnek tartott aktivitásokat nem képes értékelni, anhedóniának nevezik.